# Istár alvilágjárása

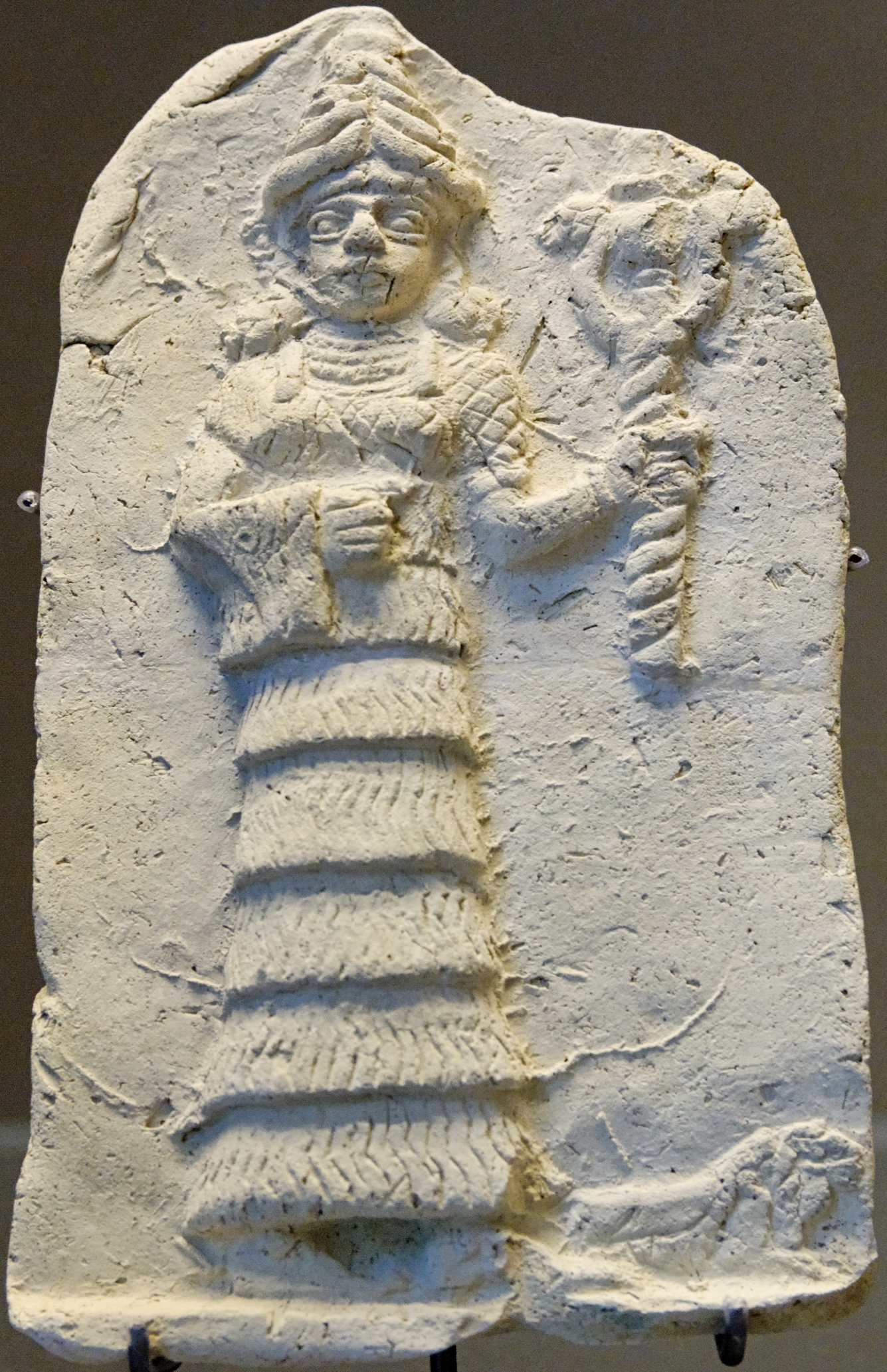
Istár tollruhás ábrázolása az ókori Esnunnából (i. e. 2. évezred); a szobor jelenlegi helye: Louvre, Párizs, Franciaország

Az Istár alvilágjárása címen ismert akkád mitikus eposz Istár alvilági útjáról és visszatéréséről szól. A sumerek között rendkívül népszerű uruki eposzok egyikének, az Innin alvilágjárása címűnek fordítása és átdolgozása. Az eredeti akkád átdolgozás nem ismert, az „első asszír verzió” néhány töredéke a legrégebbi ismert példánya. I. Tukulti-apil-ésarra könyvtárából kerültek elő. Assur-bán-apli könyvtárában más átdolgozást találtak, ez a „második asszír verzió”, ez egyben mutatja, hogy legalább az újasszír kor végéig ismert és népszerű költemény volt.
A hatalmától és ékességeitől, sőt ruhájától is megfosztott termékenység-istennő alvilági kalandja egyértelműen az évszakváltásokhoz köthető mítoszok körébe tartozik. Az újasszír korban már kiforrott, terjedelmes elbeszélés olvasható az Alvilágról. A mítosz ekkorra eltávolodott az eredeti mondanivalótól, még a sumer változatban jelentős szerepet játszó Dumuzi akkád megfelelője, Tammúz is csak érintőleges kapcsolatban van a cselekménnyel.
A mítosz kezdete:
Istár, fölséges királynő, Kurnugéa kapujához,
a sötétség kapujához siet nagy igyekezettel.
A sötétség háza felé, Irkalla hajléka felé
siet Istár istenasszony, Nannar tűzvérű leánya.
A sötétség háza felé, melyet oda nem hagyott még
senki soha, benne-élő; a sötétség útját járva,
melyről nincsen visszatérés…
A sötétség háza felé, melynek vakond-féle népe
régen elszokott a fénytől. Földet és agyagot esznek
lenn a fény-nem-járta mélyben, ember-nem-járta sötétben,
dideregve, a halottak. Tollruha, mint a madáré,
fedezi el talpig őket. Por lepi be a kilincset,
por lepi az ajtó zárát…
Ebben a műben Ereskigal Istár nővéreként tűnik fel, aki azt hiszi, Istár alvilág látogatása a hatalmának végét jelenti. Ezért parancsolja meg a kapuőröknek, hogy halott halandóként bánjanak vele. A hét kapun viszont a halandók csak úgy juthatnak át, ha megajándékozzák az őröket. Az utolsó kapuőrnek már csak a szeméremkendő maradt, így Istár meztelenül áll nővére elé. Istár nem tudja, miért történt vele mindez, de Ereskigal magyarázat helyett Namtar felügyelete alatt bezáratja.
Amióta Istár úrnő Kurnugéába leszállott
Amióta Ereskigál palotája börtönében sóhajtozik dideregve, sóhajtozik bús fogolyként
Azidőtöl nem folyatja kormos bika tehenkéjét,
Azidőtől nem hágja meg szamárcsődőr kancácskáját,
Azidőtől nem öleli ember fia feleségét:
Aluszik a férfi külön, egyedül szundít az ágyon,
Aluszik az asszony külön, egyedül forog az ágyon.
Éa beavatkozása a Nergal és Ereskigal történethez hasonló, ahol szintén az Alvilágba látogató isten elcsábítja Ereskigalt. Itt Aszúsu-námir hódította meg, Ereskigal valóban beleszeretett Aszúsu-námirba, ám rájött, mit akar, ezért megátkozta.
Ekkor tűnik fel Tammúz, aki Orpheuszként zenélve, táncosnőkkel együtt érkezik. A zenétől megnyugvó Ereskigal végül elengedi Istárt, aki visszamegy a felszínre, miközben ruhadarabjait egyenként visszakapja. Ez a motívum az isteni erő visszaszerzését jelképezi. Ezzel "följutott a fényre".